# Paraíso Checo
El Paraíso Checo (en checo: Český ráj) es una región geográfica ubicada en el noreste de la República Checa, a casi 90 kilómetros al noreste de Praga, la capital de la República Checa. Su territorio está limitado por las ciudades de Sobotka, Mnichovo Hradiště, Sychrov, Frýdštejn, Železný Brod, Semily, Lomnice nad Popelkou, Železnice y Jičín. Como “el corazón del Paraíso Checo” se considera tradicionalmente la ciudad de Turnov, el centro natural, económico y cultural de esta área. La región posee una riqueza en todo lo que se refiere a la belleza de la naturaleza y a la historia. La diversidad única del relieve se debe a las efusiones volcánicas que en el pasado formaron, aparte del valle del río Jizera, las típicas dominantes de la región. Entre sus lugares más destacados está la montaña de Kozákov, la colina de Mužský, la colina de Vyskeř, las ruinas del castillo de Trosky, etc. En el territorio hay yacimientos de minerales de los cuales se elaboran las típicas piedras preciosas, sobre todo yacimientos del piropo (el famoso granate de Bohemia), y de otras como ágata, amatista, calcedonia, jaspe, etc.
Se dice que el término “Paraíso Checo” lo empezaron a usar los huéspedes del balneario de Sedmihorky al referirse a la belleza natural del lugar, pero el primer uso documentado data del año 1886 cuando lo usó el periodista Václav Durych. 
El término Paraíso Checo se usa también para marcar el territorio del parque de la naturaleza, un área protegida que contiene solo tres pequeñas áreas independientes de la región turística más grande del Paraíso Checo. 
Por su extraordinaria diversidad paisajística, su arquitectura popular, sus típicas rocas de piedra arenisca, su fauna y flora, fue proclamada la primera área protegida de la República Checa en el año 1955 y el Geoparque UNESCO en el año 2005.

## Naturaleza
La diversidad del paisaje y la preservación de la especie biológica son de gran importancia. Hay bosques profundos, estanques, cuevas, formaciones de rocas, etc. En el Paraíso Checo se encuentran también una gran variedad de plantas y animales protegidos. En la naturaleza encontramos frecuentemente garzas, búho real, vencejo común o cuervo común, en las cuevas se alojan murciélagos, en los arroyos se hallan cangrejos de río y en los bosques viven muflones comunes, corzos y erizos.
En la naturaleza del Paraíso Checo hay muchos puntos de interés.
- La ciudad de la roca de Hruboskalské (Hruboskalské skalní město), que consta de aproximadamente 400 torres de piedra arenisca, las rocas de Prachovské (Prachovské skály), de Příhrazské (Příhrazské skály), de Klokočské (Klokočské skály), de Betlémské (Betlémské skály), etc. Fuerzas de la naturaleza – viento, lluvia, hielo y calor crearon con el tiempo en las rocas formas extrañas.
- Los estanques como Věžický y Vidlák cerca de Trosky, Komárovský y Drhlenský en la cercanía de la aldea de Branžeš o el estanque Žabakor. Cerca del pueblo de Malá Skála empieza el sendero de Rieger (Riegrova stezka) que se extiende al lado del río Jizera.
- Otro punto turístico importante son las cuevas dolomitas de Bozkovské.

## Monumentos históricos
El Paraíso Checo refleja el desarrollo histórico de Bohemia. En la región hay huellas desde los tiempos del asentamiento prehistórico hasta los tiempos modernos. La fundación de las ciudades más importantes de la región, Jičín, Turnov y Mladá Boleslav, data del cambio del siglo XIII al XIV. En ese momento se empezaron a construir los primeros castillos y fortalezas en los macizos rocosos. Turísticamente más importantes son sobre todo los castillos.
Las ruinas del castillo de Trosky son un símbolo del Paraíso Checo y uno de los castillos más visitados de la República Checa. Se halla a unos 10 km de la ciudad de Semily, en la región de Liberec. Está situado en las cumbres de dos tapones volcánicos de basalto. En el pico más bajo (47 m) fue construida la primera torre, la llamada Baba (Bruja) y en el pico más grande se encuentra la torre más delgada y alta, la llamada Panna (Virgen). Las torres ofrecen vistas marravillosas de todo el territorio del Paraíso Checo.
El castillo de Kost está situado a 3 km de la ciudad de Sobotka en una roca de la piedra arenisca, rodeado por tres valles. Uno de ellos, Plakánek, fue declarado reserva natural por su biotopo específico. El castillo gótico fue construido en el siglo XIV y es el castillo mejor preservado de Bohemia. La base del castillo fue formada por un viejo palacio, una torre residencial y una capilla. El castillo fue quemado varias veces. Las nuevas partes del castillo fueron construidas en los siglos XV y XVI. En el castillo se encuentra hoy una cocina del renacimiento y una exposición de armas históricas del museo militar.
Al Château de Humprecht le puso el nombre su fundador, Jan Humprecht Černín de Chudenice. El château en la forma de un elipsoide fue diseñado por el famoso arquitecto Carlo Lurago, la construcción se realizó entre los años 1666 y 1668. Hoy los interiores de Humprecht sirven para las exposiciones, bodas y conciertos. En el centro del edificio se encuentra una sala de 16 metros de altura, que tiene una acústica extraordinaria. El eco del canto sigue sonando por 6-8 segundos. Desde la pasarela que rodea la segunda planta del edificio hay vistas maravillosas del paisaje.
El Château de Sychrov se encuentra en el pueblo del mismo nombre, a 6 km de la ciudad de Turnov. Sychrov es un château estatal, que está abierto al público desde el año 1950, y es un ejemplo único de una casa señorial de estilo neogótico del siglo XIX. Aparte del edificio mismo, con muebles originales, el château tiene un parque muy extenso. En 1820 fue comprado por una familia principesca francesa de Rohan y le convirtió en una de sus sedes principales. Con Sychrov está vinculado uno de los compositores checos más famosos Antonín Dvořák, que visitaba el pueblo frecuentemente.

## Actividades
En el Paraíso Checo se practica sobre todo el senderismo ya que hay una red grande de senderos turíticos marcados para ir de excursión y rutas para el ciclismo. En las rocas se practica la escalada. El relieve del territorio es también conveniente para hacer parapente. Una cantidad grande de ríos, estanques y piscinas al aire libre ofrece posibilidades de hacer natación. 
En la región se practica también la equitación, ya que hay escuelas de equitación. En la región se pueden probar los típicos productos alimenticios como especialidades de queso, productos de panadería hechos de acuerdo con las racetas tradicionales, deliciosos jugos de frutas y la cerveza de las cervezerías locales.